# متلازمة الطفل الأوسط
تشير متلازمة الطفل الأوسط (بالإنجليزية: Middle child syndrome)‏ إلى فكرة تقول إن الأطفال المتوسطين بين أشقائهم يستبعدون أو يُتجاهلون أو حتى يهملون تماماً بسبب ترتيب ولادتهم. وهذا التأثير المزعوم، من المفترض أن يحدث بسبب أن للطفل الأول فرصة أكبر لتلقي الامتيازات والمسؤوليات (بحكم كونه أكبر سنًا)، بينما من المرجح أن يكون الأصغر في الأسرة مدللاً أكثر. في حين لا يتمتع الطفل الثاني (أو الطفل الأوسط) بوضع أو دورٍ واضح في الأسرة، ويشعر أنه "منسي".

## النظريات
كان ألفريد أدلر (1870-1937) طبيبًا نفسيًا نمساويًا وعمل بشكل وثيق مع سيغموند فرويد وأسس مدرسة علم النفس الفردي، وقد تخصص في دراسة عقدة الدونية، وكان رائدًا في علم النفس باعتباره أول من وضع نظرية مفادها أن ترتيب الولادة يؤثر على الشخصية. لقد كان يعتقد أيضًا أن ترتيب الولادة له تأثير دائم على أساليب الفرد في التعامل مع الإجهاد ومهارات حل المشكلات في مرحلة البلوغ.
تدور نظرية أدلر حول بنية الأسرة النووية، حيث يوجد كلا الوالدين في حياة الأطفال، وثمة مسافة متوسط بين الأشقاء، مع استبعاد ظروف مثل ولادة توائم، أو حدوث مأساة في الأسرة، أو حدوث وجود أبناء من كلا الزوجين.
واليوم، يتخذ الباحثون المؤيدون لأدلر نهجًا أكثر حداثة في دراسة ترتيب الميلاد، حيث يبتعدون عن دراسة ظاهرة سمات ترتيب الولادة لصالح دراسة آثار ترتيب الولادة على نمط الحياة .
ووفقًا لنظرية ترتيب الولادة لأدلر، قد يكون للطفل عدة خصائص شخصية اعتمادًا على ترتيب ولادته، على سبيل المثال:
- الطفل الأكبر هو الأكثر استبدادًا ويشعر بالقوة المطلقة بسبب التوقعات العالية التي غالبًا يضعها الوالدان.
- التعامل مع الطفل الأصغر بوصفه طفلاً مدللاً ولا يستطيع التفوق على أشقائه الآخرين.
- الطفل الأوسط معتدل المزاج ولكنه يواجه صعوبة في التأقلم بسبب كونه محصوراً بين الأشقاء الأصغر والأكبر سناً.

وثمة صفات سلبية مُتصورة للطفل الأوسط، وهي أنه: متمرد، وليس مهتم بالأسرة، وغير مثالي. أما السمات الإيجابية المتصورة فهي: مفاوض ماهر، مقاتل من أجل العدالة، يسعى للمكانة، وأكثر انفتاحًا على المخاطر، ومنفتح، ومقنع، ومتعاطف. ومع ذلك، لا توجد نتائج علمية تفيد بأن هذه السمات عالمية بين الأطفال المتوسطين.

## الأبحاث
في عام 1988، أجريت دراسة حول الفروق بين معدل الذكاء المتصور للأطفال متوسطي الولادة وإخوتهم، ومن خلال البيانات التي جمعوها، وجد الباحثون أن الآباء يميلون إلى تكوين انطباع أفضل عن ذكاء المولود الأول أكثر من إخوته الصغار. لقد وجدوا أنه عند اختبار معدل ذكاء الأشقاء من أعمار مماثلة، تميل درجات معدل الذكاء لديهم إلى أن تكون قريبة من بعضها البعض. وخلصت الدراسة إلى أنه على الرغم من أن الأشقاء يميلون إلى امتلاك معدل ذكاء مماثل بسبب وجود بيئة مشتركة، إلا أن الطريقة التي عوملوا بها بسبب ذكائهم المتصور كانت غير متطابقة.
وفي عام 1998 أيضاً، درس باحثون استقصائياً النظرية القائلة بأن ترتيب الميلاد كان له تأثير على شخصية الفرد وقوة علاقته بوالديه. ووجدوا أن الأطفال المتوسطين هم الأقل احتمالية للقول إنهم سيلجأون إلى والديهم عندما يواجهون موقفًا عصيبًا ومرهقًا. كما لوحظ أن الأطفال المتوسطين أقل عرضة لترشيح والدتهم على أنها الشخص الذي يشعرون بأنهم أقرب إليه مقارنة بالطفل البكر والأصغر.
وفي عام 2016، أجري بحث حول ترتيب الميلاد وتأثيره على التمثيل الذاتي المثالي بين طلاب الهندسة الجامعيين. كان هناك 320 مشاركًا وباحثًا ووجدوا أن الأطفال المتوسطين كانوا أقل ميلًا لأن يكونوا متوجهين نحو الأسرة من إخوتهم. وذكرت نتائج الدراسة أن معدل الأطفال الأكبر أعلى في معدل الحماية من إخوانهم الأصغر سنًا، وبنفس الطريقة، سجل الأطفال المتوسطين أعلى درجات من المودة والانسجام ولكن أقل في تحديد الهوية. تشير هذه النتائج إلى وجود اختلافات في الخصائص الناتجة عن ترتيب الميلاد. والأطفال في منتصف العمر أيضًا هم الأكثر عرضة للإصابة بالشعور الكمالية غير القادرة على التكيف، وهو ميل نحو اتباع التعليمات حتى أدق التفاصيل.
وفي عام 2018، أجري تحليل لترتيب الميلاد ومشاركة الوالدين في التربية الجنسية، شمل الاستطلاع أكثر من 15,000 مشارك. وأظهرت النتائج أن الأناث المتوسطات في الأسرة أقل احتمالا بنسبة قليلة من الأناث الأصغر للتحدث مع والديهن حول هذه المسألة، وكانت النتائج من 30.9% إلى 29.4% على التوالي. وكذلك من جانب الذكور حيث وُجد أن 17.9% من الذكور المتوسطين في الأسرة من السهل عليهم التحدث إلى والديهم حول الجنس مقارنة بنسبة 21.4% من الذكور الأصغر.
واستكشفت دراسة أجرتها جيني س. كيدويل، عن تقدير الذات لدى الأبناء المتوسطين مقارنة بالأصغر منهم. وتضمنت الجوانب الرئيسية لهذه الدراسة متغيرات مثل عدد الأطفال، والمسافة بينهم في العمر، ونوع الجنس. أرادت كيدويل دراسة الأبناء المتوسطين مقارنة بالأكبر والأصغر فيما يتعلق بتقدير الذات، لأنها تعتقد أن احترام الذات هو نطاق مهم لهوية الفرد ويرتبط بالعديد من مجالات الكفاءة والإنجاز والعلاقات الأخرى أثناء نمو الطفل. ووجدت الدراسة أن تقدير الذات يتناقص مع زيادة عدد الأشقاء، ولكن لا يُلاحظ ذلك إلا عندما يكون الأشقاء متباعدون في الولادة على فترات متوسّطة تبلغ عامين.
ترجع الدراسة هذا إلى "وجود زمن أقل لتطوير وترسيخ التفرّد المتأصل في كون الشخص الأكبر أو الأصغر عندما يفصل بينهم عام واحد فقط بين الأشقاء، ومع هذا التباعد الضيق، تصبح أوضاع الولادة الثلاثة أقل تميزًا، ممّا يؤدي إلى ضبابية الاختلافات السلوكية والإدراكية بينها".
يشار إلى هذا بظاهرة "عدم التفرد". وهو ما يعرف بأنه تحقيق المكانة والمودة والاعتراف بين الأشقاء والشعور بالخصوصية في نظر الوالدين. الذي كانت كيدويل تختبره لمعرفة ما إذا كان هذا أكثر صعوبة بالنسبة للطفل، وينعكس في التقييم الذاتي العام. حددت كيدويل أيضًا من خلال هذه الدراسة أن كون الشخص ذكرًا وحيدًا بين أشقاء إناث يخلق نوعاً أكبر بكثير من احترام الذات، ممّا يساعد على تحقيق التوازن بين الافتقار إلى المكانة
التي تحدث عندما يكون الشخص "في المنتصف" بين الأخوة.